# Lago Muttsee
O Lago Muttsee é um lago localizado no cantão de Glarus, Suíça. Este lago apresenta uma superfície de 0,42 km² e encontra-se a uma altitude de 2446 m acima do nível do mar.